# Folikulostimulirajući hormon
Folikulostimulirajući hormon (folitropin, folikularni stimulirajući hormon, FSH) je hormon koji se sintetizira i izlučuje u prednjem režnju hipofize (adenohipofiza). FSH zajedno s luteinizirajućim hormonom (LH) ima važnu ulogu u spolnom sustavu:
- kod žena FSH, zajedno s LH potiče rast i sazrijevanje Graafova folikula u jajniku
- kod muškaraca FSH, povećava proizvodnju androgen vezajućeg proteina u Setolijevim stanicama sjemenika i nužan je za spermatogenezu.

## Struktura
FSH je glikoprotein koji se sastoji od dva polipeptidna lanca, koja oba imaju na svome kraju vezanu molekule šečera. Jedan lanac čini alfa podjedinicu, a drugi beta. Alfa podjedinica FSH sastoji se od 92 aminokiseline i jednaka je alfa podjedinici LH, TSH (tireotropin), i hCG (humani korionski gonadotropin). Beta podjedinice se razlikuju i daju određeni specifični učinak svakom hormonu. Beta lanac FSH sadrži 118 aminokiselina i zaslužan je za vezanje za FSH-receptorom.
Za normalnu fiziološku aktivnost hormona potrebna je i alfa i beta podjedinica.
Šečerni dio hormona se sastoji od fukoze, galaktoze, manoze, galaktozamina, glukozamina, i sialinske kiseline. 
Poluživot FSH je 4 sata.

## Genetika
Gen prema kojemu se sintetizira alfa podjedinica nalazi se na 6 kromosomu (6p21.1-23) i izražen je u mnogim stanicama, dok se gen za beta podjedinicu nalazi na 11 kormosomu, koji je izražen samo u gonatropnim stanicama hipofize. Njegovu ekspresiju kontrolira gonadotropin oslobađajući hormon (GnRH), inhibira je inhibin, a aktivin je pojačava. 

## Učinak
FSH regulira razvoj, rast, pubertetsko sazrijevanje, i spolne procese u ljudskom tijelu. Kod muškaraca i žena, FSH stimulira sazrijevanje spolnih stanica. Razine FSH kod muškaraca uglavnom su stalne, dok se kod žena mijenjaju tijekom menstruacijskog ciklusa.
Razine FSH koje se izlučuju iz hipofize kod žena su vrlo niske sve do 9. ili 10.g. kada postupno počnu rasti. S porastom FSH i LH počinje i rast jajnika što dovodi do puberteta i menarhe (bez podražaja FSH i LH jajnici ostaju neaktivni).
FSH djeluje vezujući se na FSH-receptor (transmembranski protein) koji se nalazi na stanicama jajnika, sjemenika i maternice. U jajniku, FSH potiče rast folikula vezujući se za receptore na granuloza stanicama.
FSH-receptori nalaze se na Sertolijevima stanicama u sjemeniku i izraženi su na žlijezdanom epitelu endometrija maternice u luteinskoj fazi menstruacijskog ciklusa.

## Regulacija izlučivanja
Izlučivanje FSH iz adenohipofize ovisi o hipotalamusu (GnRH), zatim samoj hipofizi (peptidi, aktivin, folistatin) i povratnoj sprezi hormona jajnika (estrogeni, progesteron, inhibin, aktivin).